# Andreas Gerster
Andreas Gerster (24 novembre 1982) è un ex calciatore liechtensteinese, di ruolo centrocampista.

## Carriera

### Nazionale
Ha collezionato 38 presenze con la propria Nazionale.

## Palmarès

### Club

#### Competizioni nazionali
- Prima Lega: 2

Vaduz: 1999-2000, 2000-2001
- Coppa del Liechtenstein: 5

Vaduz: 2001-2002, 2002-2003, 2003-2004, 2004-2005, 2005-2006